# Laurent Voulzy
Laurent Voulzy född 18 december 1948 i Paris, är en fransk sångare och kompositör. Han har bland annat skrivit hitlåten Les Nuits Sans Kim Wilde som är en musikvideo där han sjunger om den brittiska sångerskan Kim Wilde. Jaget i låttexten beskriver sina kvällar utan Kim Wilde som han är besatt av, men i slutet av videon dyker Wilde själv upp och talar vänligt till honom.

## Diskografi

### Studioalbum
- Le Coeur Grenadine (1979, RCA)
- Bopper En Larmes (1983, RCA)
- Caché Derrière (1992, Ariola)
- Avril (2002, RCA)
- La Septième Vague (2006, RCA)
- Recollection (2008)

### Livealbum
- Voulzy Tour (1994, Ariola)
- Le Gothique Flamboyant Pop Dancing Tour (2004, RCA)

### Samlingar
- Saisons (2003, RCA) 1977-2003
- Les Essentiels (2002, RCA) 1977-1988

### Singlar
- 1977 : Rockollection
- 1978 : Bubble Star
- 1979 : Le Cœur grenadine
- 1979 : Karin Redinger
- 1979 : Cocktail chez mademoiselle
- 1980 : Surfing Jack
- 1981 : Idéal simplifié
- 1983 : Bopper en larmes
- 1983 : Liebe
- 1984 : Désir, désir (duett med Véronique Jannot)
- 1985 : Les Nuits sans Kim Wilde
- 1985 : Belle-Île-en-Mer, Marie-Galante
- 1987 : My Song of You
- 1988 : Le soleil donne
- 1992 : Paradoxal système
- 1992 : Carib Islander
- 1993 : Le Cantique Mécanique
- 1993 : Le Pouvoir des fleurs
- 1993 : Caché derrière
- 1993 : Le rêve du pecheur
- 1994 : Du Temps qui passe
- 2001 : Une héroïne
- 2002 : La Fille d'avril
- 2002 : Amélie Colbert
- 2004 : Peggy
- 2005 : Là où je vais
- 2006 : Derniers Baisers
- 2008 : My Song of You
- 2008 : Jelly Bean
- 2009 : Le Vent qui va
- 2011 : Jeanne
- 2012 : C'était déjà toi
- 2012 : En regardant vers le pays de France (feat. Nolwenn Leroy)
- 2014 : Derrière les mots (duett med Alain Souchon)